# Max Bennett (Musiker)

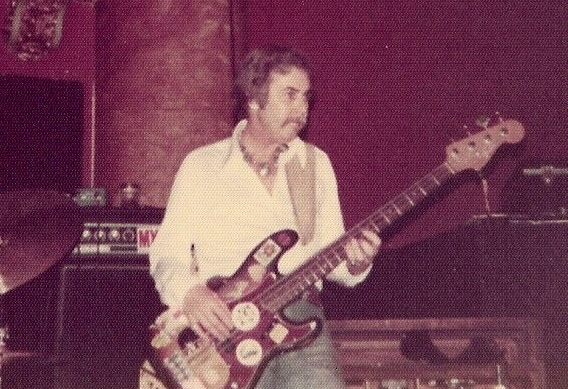
Max Bennett (1976)

Max Bennett (* 24. Mai 1928 in Des Moines, Iowa; † 14. September 2018) war ein US-amerikanischer Jazz-Bassist. Er spielte bei Stan Kenton, Terry Gibbs und Charlie Mariano.

## Leben und Wirken
Zu Beginn seiner Karriere spielte Bennett bei Herbie Fields 1949, Georgie Auld, Terry Gibbs und Charlie Ventura 1950–51, diente von 1951 bis 1953 in der US Army und arbeitete 1954 bei Stan Kenton. Bennett leitete dann eine eigene Formation und begleitete die Sängerinnen Peggy Lee 1955–56, Ella Fitzgerald 1957–58 und spielte 1959 bei Terry Gibbs. Außerdem machte Max Bennett Aufnahmen mit dem Sauter-Finegan Orchestra (1954), Charlie Mariano, Conte Candoli, Bob Cooper, Bill Holman, Stan Levey, Lou Levy, Coleman Hawkins, Jack Montrose, The Crusaders und Frank Zappa.

## Auswahldiskographie
- Charlie Mariano: Charlie Mariano, 1953 (Bethlehem Records 10-Zoll-LP 1022, 1954)
- Lou Levy Trio: A Most Musical Fella (RCA Victor 1491, 1957)
- Ella Fitzgerald: Ella in Rome: The Birthday Concert, 1958 (Verve Records, 1988)
- Terry Gibbs: Dream Band (Vol. 1) (Contemporary Records 7647, 1959)
- Coleman Hawkins: Bean Stalkin’, 1960 (Pablo Records, 1988)